# Władysław Antoni Żmuda
Władysław Antoni Żmuda (Lublin, 6 de junio de 1954) es un exfutbolista y entrenador de Polonia.

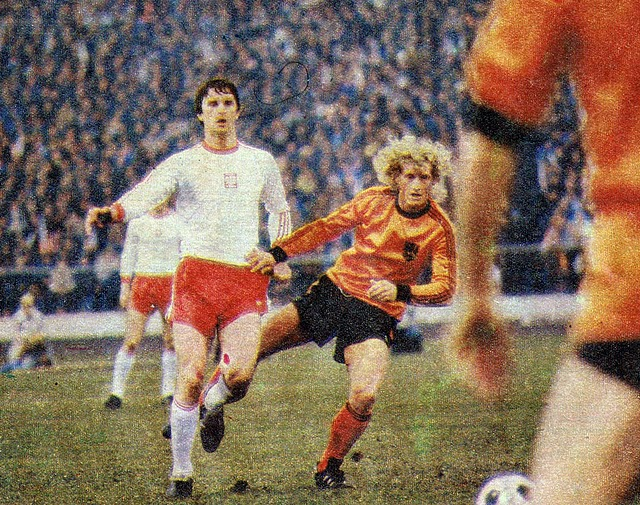
Władysław Żmuda y Wim Jansen. Polonia contra los Países Bajos (2-0). Chorzów, 1979

Durante su carrera como jugador, que empezó en el Motor Lublin, se desempeñó como defensa central. Después, jugó en el Gwardia Varsovia, el Śląsk Wrocław (campeón de Polonia en 1977) y el Widzew Łódź (campeón en 1981 y 1982). En 1982 fichó para el Hellas Verona de Italia y en 1984 para el New York Cosmos, pero volvió pronto a Italia, al Cremonese.

## Selección nacional
Con la selección de Polonia, jugó en cuatro mundiales: en 1974 donde logró el tercer puesto, 1978, 1982, logrando nuevamente el tercer puesto y 1986. También ganó la medalla de plata en los Juegos Olímpicos de Montreal 1976. En total jugó noventa y un partidos (veintiún por la Copa Mundial de Fútbol) y marcó dos goles en la selección.
Como entrenador fue ayudante de Paweł Janas, en la selección olímpica, y de Jerzy Engel en la primera selección. Después, fue el entrenador de la selección sub-21 y sub-16.

### Participaciones en laCopa Mundial de Fútbol
| Mundial                        | Sede      | Resultado        | Partidos | Goles |
| ------------------------------ | --------- | ---------------- | -------- | ----- |
| Copa Mundial de Fútbol de 1974 | Alemania  | Tercer puesto    | 7        | 0     |
| Copa Mundial de Fútbol de 1978 | Argentina | Segunda fase     | 6        | 0     |
| Copa Mundial de Fútbol de 1982 | España    | Tercer puesto    | 7        | 0     |
| Copa Mundial de Fútbol de 1986 | México    | Octavos de final | 1        | 0     |

## Clubes
| Club             | País           | Año       |
| ---------------- | -------------- | --------- |
| Motor Lublin     | Polonia        | 1966-1972 |
| Gwardia Varsovia | Polonia        | 1972-1974 |
| Śląsk Wrocław    | Polonia        | 1974-1980 |
| Widzew Łódź      | Polonia        | 1980-1982 |
| Hellas Verona    | Italia         | 1982-1984 |
| New York Cosmos  | Estados Unidos | 1984      |
| Cremonese        | Italia         | 1984-1987 |

## Palmarés

### Títulos nacionales
| Título          | Club          | País    | Año  |
| --------------- | ------------- | ------- | ---- |
| Copa de Polonia | Śląsk Wrocław | Polonia | 1976 |
| Ekstraklasa     | Śląsk Wrocław | Polonia | 1977 |
| Ekstraklasa     | Widzew Łódź   | Polonia | 1981 |
| Ekstraklasa     | Widzew Łódź   | Polonia | 1982 |

### Distinciones individuales
| Distinción                                       | Año  |
| ------------------------------------------------ | ---- |
| Mejor jugador joven de la Copa Mundial de Fútbol | 1974 |